# Джейсон Купер
Джейсон Туп Купер (англ. Jason Toop Cooper); нар. 31 січня 1967) — британський музикант, відомий своєю роботою з гуртом The Cure.

## Дискографія з The Cure
- Wild Mood Swings (1996)
- Galore (1997)
- Bloodflowers (2000)
- Greatest Hits (2001)
- Trilogy (2003), DVD
- The Cure (2004)
- Festival 2005 (2005), DVD
- 4:13 Dream (2008)
- Bestival Live 2011 (2011)
- Songs of a Lost World (2024)